# Bélochka
Bélochka (en ruso: "Бе́лочка"; traducción: "Ardilla") es una canción y demo producido para t.A.T.u. por Iván Shapoválov durante el tiempo de Podnebésnaya, y es cantada solo por Lena Katina. La canción fue lanzada en el álbum compilatorio de Shapovalov, Podnebésnaya n.º 1. El demo es casi exactamente el mismo al disponible en internet. 